# Lo Crestià

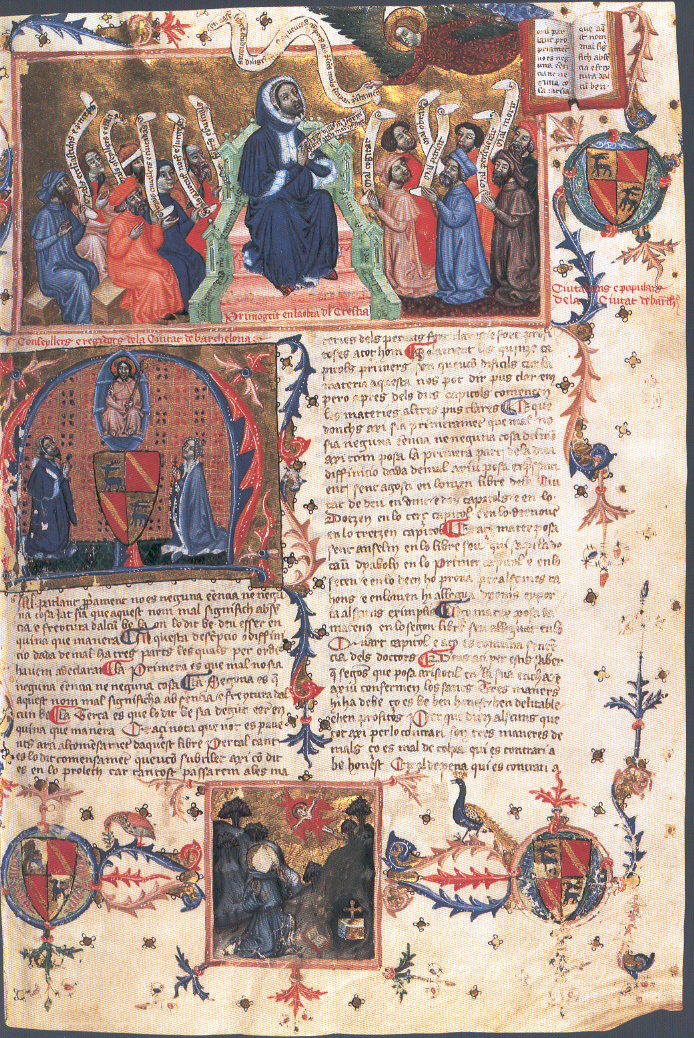
Seite von Terç del Crestià nach dem Manuskript 1792 der nationalen Bibliothek Madrids.

Lo Crestià (auf Deutsch „Das Christliche“) war eine Enzyklopädie auf Katalanisch, die von dem König Peter IV. von Aragon gefördert wurde. Sie wurde von Francesc Eiximenis zwischen 1379 und 1392 geschrieben. Der erste Band und die erste Hälfte vom Dotzè (zwölfter Band) wurden von dem deutschen Drucker Lambert Palmart in Valencia 1483 und 1484 veröffentlicht.

## Geschichte
Nach Curt Wittlin sollte es Lo Cristià genannt werden. Am Anfang sollte es aus dreizehn Bände bestehen. Diese Bände sollten „insgesamt alle Grundlagen des Christentums“ enthalten, damit die Untersuchung der Theologie zwischen den Laien gefördert wurde. Heutzutage kann man behaupten, dass es eine Enzyklopädie des mittelalterlichen Lebens ist. Lo Crestià gilt als ein universales Werk, das eine wichtige Etappe der Geschichte der abendländischen Literatur kennzeichnet: Das ist die letzte wichtige mittelalterliche Summa Theologica, und es ist auch eines der ersten Werke der europäischen didaktischen und theologischen Literatur, das nicht mehr auf Latein, sondern in einer einheimischen, der katalanischen Sprache geschrieben wurde.

## Projekt
Das Projekt dieses Werks wird im Abschnitt 4 der Einleitung für das ganze Lo Crestià dargestellt:
- Das erste Buch sollte eine allgemeine und apologetische Einleitung für Christentum gewesen sein.
- Das zweite Buch sollte sich auf die Versuchung bezogen werden.
- Das dritte Buch sollte sich auf Böse und die verschiedenen Arten von Sünden bezogen werden.
- Das vierte Buch sollte sich auf die Freiheit des Mannes bezogen werden, um Gutes oder Böses zu tun. Es geht auch um die Hilfe Gottes dem Mann, um Gutes anstatt Böses zu tun.
- Das fünfte Buch sollte sich auf die drei theologischen Tugenden bezogen werden: Glauben, Hoffnung und Liebe.
- Das sechste Buch sollte sich auf die vier Kardinaltugenden bezogen werden: Weisheit, Gerechtigkeit, Tapferkeit und Mäßigung.
- Das siebte Buch sollte sich auf die zehn Gebote bezogen werden.
- Das achte Buch sollte sich auf die Ordnung der Sachen und der Lebewesen nach der mittelalterlichen Weltanschauung bezogen werden.
- Das neunte Buch sollte sich auf die Menschwerdung Gottes bezogen werden.
- Das zehnte Buch sollte sich auf die sieben Sakramenten bezogen werden.
- Das elfte Buch sollte sich auf die verschiedenen Arten von Klerus bezogen werden.
- Das zwölfte Buch sollte sich auf die Regierung der Gesellschaft bezogen werden.
- Das dreizehnte Buch sollte sich auf Eschatologie und die Endzeit bezogen werden. Es geht auch um die Preise oder Bestrafungen, die man nach der mittelalterlichen Weltanschauung am Ende der Welt bekommen wird.

Aus den am Anfang geplanten dreizehn Bänden wurden nur vier Bände geschrieben: Die drei ersten Bände setzen sich mit Themen von Theologie und Sittlichkeit auseinander. Der zwölfte Band handelt sich um die Regierung der Republik. Nichtsdestoweniger werden die Mehrheit der Themen der nicht geschriebenen Bücher von Lo Crestià durch andere Werke von Eiximenis verstreut.

## Bände

### Erster Band
Der erste Band (oder Primer del Crestià) wurde zwischen 1379 und 1381 geschrieben. Das ist eine allgemeine Einleitung für die christliche Religion, die auch apologetisch gegen Islam und Judentum ist. Das ist in vier Teile aufgeteilt. Das enthält dreihundertsechsundsiebzig Abschnitte nebst fünf einleitenden von dem ganzen Lo Crestià Abschnitten. Deshalb hat es insgesamt dreihunderteinundachtzig Abschnitte. König Peter IV. von Aragon hatte ein großes Interesse daran, dass dieses Werk schnell beendet wurde. Deswegen befahl er, dass Eiximenis keine Erlaubnis haben musste, nach außerhalb seines Klosters zu gehen, „fins que la dita obra haja perfecció“ (bis dass dieses Werk ganz vollkommen wird).

### Zweiter Band
Der zweite Band (oder Segon del Crestià) wurde zwischen 1382 und 1383 geschrieben. Es handelt von der Versuchung und enthält zweihundertvierzig Abschnitte und eine Analyse des Problems der Versuchungen.

### Dritter Band
Der dritte Band (oder Terç del Crestià) wurde 1384 geschrieben. Er enthält insgesamt eintausendsechzig Abschnitte und ist in zwölf Teile gegliedert. Hier werden die Begriffe von Böse und Sünde erforscht. Es gibt eine sehr detaillierte Vorstellung der sieben Todsünden und der Sünden der Zunge. Einige Themen des zweiten Bandes werden hier erweitert. Dieser Band enthält den Teil Com usar bé de beure e menjar (Wie man gut das Essen und das Trinken benutzen kann). Obwohl dieser Teil keine Rezepte enthält, ist er seht nützlich, um die Gastronomie dieser Zeit zu kennen. Zum Beispiel bezieht er sich auf die Bedienung, das Protokoll und die moralischen Regeln des Moments des Essens.

### Zwölfter Band
Der zwölfte Band (oder Dotzè del Crestià) wurde zwischen 1385 und 1392 geschrieben. Dieses Traktat enthält insgesamt neunhundert sieben Abschnitte, die sich in acht Teilen verteilt werden. Hier werden die Grundlagen der Regierung der Städte und der Gemeinden erklärt.

## Digitale Auflagen vonLo Crestià

### Manuskripten
- Erste Hälfte (Abschnitte 1–523) vom Terç del Crestià (BNC, ms. 457).

### Inkunabeln
- Primer del Crestià (Valencia, Lambert Palmart, 1483).
- Erste Hälfte (Abschnitte 1–473) vom Dotzè del Crestià (Valencia, Lambert Palmart, 1484).

### Lo Crestiàauf den digitalisierten gesamten Werken
- Gesamte Werke von Francesc Eiximenis (auf Katalanisch und Latein)